# Marilyn Hacker
Marilyn Hacker (* 27. November 1942) ist eine US-amerikanische Autorin, Übersetzerin und Dichterin.

## Leben
Hacker besuchte die Bronx High School of Science und studierte an der New York University.
Hacker war als Professorin für Romanistik am City College of New York und am CUNY Graduate Center in New York City tätig. Als Dichterin veröffentlichte sie zahlreiche Werke. 1990 wurde sie die erste hauptberufliche Redakteurin der Kenyon Review, eine Position, die sie bis 1994 innehatte. Von 2008 bis 2014 war sie Präsidentin der Academy of American Poets.
Von 1961 bis 1980 war Hacker mit dem US-amerikanischen Autor Samuel R. Delany verheiratet. 1974 wurde ihre gemeinsame Tochter Iva Hacker-Delany geboren. Hacker wohnt in New York City und in Paris.

## Politische Einstellungen
Im Oktober 2024 gehörte Hacker zu den Unterzeichnern eines Aufrufs zum Boykott israelischer Kulturinstitutionen, „die an der überwältigenden Unterdrückung der Palästinenser mitschuldig sind oder diese stillschweigend beobachtet haben“.

## Werke (Auswahl)

### Poesie
- Presentation Piece (1974) ISBN 0-670-57399-X —winner of the National Book Award
- Separations (1976) ISBN 0-394-40070-4
- Taking Notice (1980) ISBN 0-394-51223-5
- Assumptions 1985, ISBN 0-394-72826-2
- Love, Death, and the Changing of the Seasons (1986) ISBN 978-0-393-31225-6
- Going Back to the River (1990) ISBN 0-394-58271-3
- The Hang-Glider's Daughter: New and Selected Poems (1991) ISBN 0-906500-36-2
- Selected Poems: 1965–1990 (1994) ISBN 978-0-393-31349-9
- Winter Numbers: Poems (1995) ISBN 978-0-393-31373-4
- Squares and Courtyards (2000) ISBN 978-0-393-32095-4
- Desesperanto: Poems 1999–2002 (2003) ISBN 978-0-393-32630-7
- First Cities: Collected Early Poems 1960–1979 (2003) ISBN 978-0-393-32432-7
- Essays on Departure: New and Selected Poems (2006) ISBN 1-903039-78-9
- Names: Poems (2009) ISBN 978-0-393-33967-3
- A Stranger's Mirror: New and Selected Poems 1994–2014 (2015) ISBN 978-0-393-24464-9
- Blazons: New and Selected Poems, 2000–2018 (2019), Carcanet Press, ISBN 978-1-78410-715-4

### Übersetzungen
- Claire Malroux, Birds and Bison (2005) ISBN 1-931357-25-0
- Étienne, Marie (2009). King of a Hundred Horsemen: Poems. Translator Marilyn Hacker. Farrar Straus Giroux. ISBN 978-0-374-53192-8
- Rachida Madani, Tales of a Severed Head. Trans. Marilyn Hacker. New Haven: Yale UP, 2012
- Samira Negrouche. The Olive Trees’ Jazz and Other Poems. Translator Marilyn Hacker. Pleiades Press, 2020

### Anthologien
- (gemeinsam mit Samuel R. Delany) Quark/1 (1970, Science-Fiction)
- (gemeinsam mit Samuel R. Delany) Quark/2 (1971, Science-Fiction)
- (gemeinsam mit Samuel R. Delany) Quark/3 (1971, Science-Fiction)
- (gemeinsam mit Samuel R. Delany) Quark/4 (1971, Science-Fiction)

## Auszeichnungen und Preise (Auswahl)
- 1974: National Book Award für Presentation Piece
- 2013: Aufnahme in die New York State Writers Hall of Fame